# Damon Stoudamire

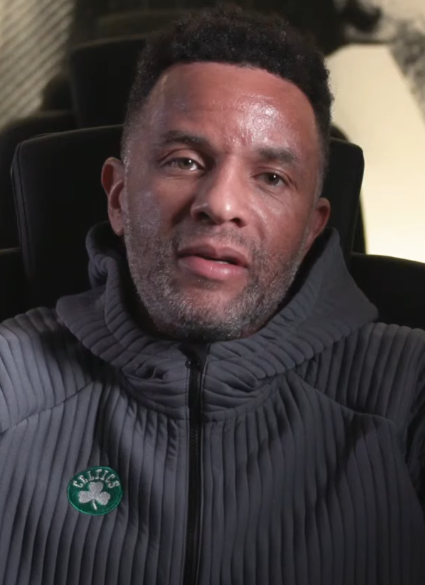
Damon Stoudamire, 2021.

Damon Lamon Stoudamire, född 3 september 1973 i Portland i Oregon, är en amerikansk före detta professionell basketspelare (PG) som tillbringade 13 säsonger (1995–2008) i den nordamerikanska basketligan National Basketball Association (NBA), där han spelade för Toronto Raptors, Portland Trail Blazers, Memphis Grizzlies och San Antonio Spurs.
Under sin NBA-karriär gjorde Stoudamire 11 763 poäng (13,4 poäng per match), 5 371 assists samt 3 039 rebounds, räddningar från att bollen ska hamna i nätkorgen, på 878 grundspelsmatcher.
Han vann NBA Rookie of the Year Award för säsongen 1995–1996.
Stoudamire draftades av Toronto Raptors i första rundan i 1995 års draft som sjunde spelare totalt.
Innan han blev proffs studerade Stoudamire vid University of Arizona och spelade för universitetets idrottsförening Arizona Wildcats.
Efter spelarkarriären har han arbetat baskettränare och har varit assisterande tränare för Memphis Grizzlies och Boston Celtics i NBA. Stoudamire har också varit involverad i collegebasket och arbetat för Rice Owls, Memphis Tigers, Arizona Wildcats och Pacific Tigers. Sedan mars 2023 är han tränare för Georgia Tech Yellow Jackets basketlag.
Han är kusin till Terrence Jones, Salim Stoudamire och Grant Williams.